# Ismaïl Ayoune
Ismaïl Ayoune (15 april 1987) is een Marokkaans wielrenner. In 2013 nam hij deel aan het wereldkampioenschap wielrennen op de weg.

## Overwinningen
2012
Les challenges de la Marche Verte - Grand Prix Al Massira
2013
4e etappe Tour de la province du Sahara
Les challenges de la Marche Verte - Grand Prix Al Massira
2015
1e etappe Tour de la province du Sahara